# Enrico Mino
Enrico Mino (Esino Lario, 10 aprile 1915 – Girifalco, 31 ottobre 1977) è stato un generale italiano, comandante generale dell'Arma dei Carabinieri dal 1973 fino alla sua morte avvenuta in un incidente di elicottero.

## Biografia
Frequentò l'Accademia Militare (Regia Accademia di Artiglieria e Genio di Torino) ottenendo la nomina a sottotenente del Genio il 1' ottobre 1936. Partecipò alla seconda guerra mondiale in nordafrica e venne fatto prigioniero in Tunisia nel 1943.
Al ritorno dalla prigionia ottenne il grado di maggiore e destinato allo Stato maggiore dell'esercito. Nominato poi colonnello venne destinato al comando NATO del sud Europa.. Successivamente venne inviato a Madrid come addetto militare presso l'ambasciata italiana in Spagna Nel 1962 ottenne la promozione a generale di brigata e nel 1966 generale di divisione con l'incarico di consigliere militare aggiunto presso la presidenza della Repubblica. Dopo la promozione a generale di corpo d'armata (avvenuta il 31 dicembre 1969) venne nominato (dall'8 febbraio 1973) Comandante generale dell'Arma dei Carabinieri, incarico che mantenne fino alla morte avvenuta a seguito di incidente aereo.
Fu vittima nella caduta dell'elicottero con il quale si recava in Calabria per compiti di rappresentanza. Il velivolo precipitò sul fianco sud-orientale del monte Covello, nei pressi di Girifalco dove è stata intitolata una piazza in suo onore, e con lui scomparvero altri cinque militari: il Col. Francesco Friscia, Comandante della Legione di Catanzaro, il Tenente Colonnello Luigi Vilardo, aiutante di campo del Comandante Generale, il Tenente Colonnello Francesco Sirimaco, Comandante del Centro Elicotteri di Pratica di Mare, il Tenente Francesco Cerasoli, pilota della Base Elicotteri di Vibo Valentia, e il Brigadiere Costantino Di Fede, motorista del Centro Elicotteri di Pratica di Mare.